# Syngonium harlingianum
Syngonium harlingianum är en kallaväxtart som beskrevs av Thomas Bernard Croat. Syngonium harlingianum ingår i släktet Syngonium och familjen kallaväxter. Inga underarter finns listade.